# Rudi Horn
Pour les articles homonymes, voir Horn.
Rudi Horn, de son vrai nom Rudolf Horzonek (né le 21 juin 1938 à Kobiór) est un chanteur allemand.

## Biographie
Rudi Horn est le fils d'un musicien. Alors qu'il est maçon, il chante avec son groupe Die Kolibris lors de soirées dansantes. En 1960, il remporte un concours de jeunes chanteurs à  Cologne et enregistre quatre titres sous le nom de Mac Donald pour Polydor. Tout en continuant son premier métier, il prend des cours de chant. En 1965, il sort plusieurs singles chez Electrola sous le nom de Rudi Horn. En 1972, il publie chez BASF Cornet son premier album Vatter Brüggemanns Tauben avec des textes de Fritz Grasshoff et des musiques de Heinz Gietz. En 1978, il en fait un second pour Bellaphon Records.

## Discographie
Sous le nom de Mac Donald:
- Isabelle / Little Girl – Single, 1962, – Polydor 24950
- Sonntag, ja Sonntag / Sing, und die Welt singt mit dir (Laugh and the World Laughs with You)  – Single, 1963, Polydor 52090

Sous le nom de Rudi Hornek:
- Zwischen Dortmund, Duisburg, Wuppertal / Claudia-Susann – Single, 1967, Cornet 3015
- Fremde Ufer, fremde Sterne / Suliko – Single, 1969, Cornet 3141

Sous le nom de Rudi Horn:
Singles
- Einst waren wir Freunde / Ein freier Mann – 1965, Electrola 22917
- Anja / Laß ein Jahr vorüber geh'n – 1965, Electrola 23020
- Armer Leute Sohn (Poor Man's Son) / Er sprach kein Wort zu ihr –  1966, Electrola 23116
- Zwischen Dortmund, Duisburg, Wuppertal / Claudia Susann – 1967, Cornet 3015
- Fremde Ufer, fremde Sterne / Suliko – 1968, Cornet 3141
- Steh'n die Sterne über Herne / Am Fluß, unten am Fluß – 1974, BASF Cornet 12031
- Der Berg / Kumpel Heinz – 1979, Bellaphon BN 11404
- Skeena River Song / Die lange Strasse – 1987

Albums
- Vatter Brüggemanns Tauben – Rudi Horn singt von Kumpels, Kohlen und Kurzen – LP, 1972, BASF Cornet 20 21724-8
- Weißt Du noch, Kumpel? – LP, 1978, Bellaphon BLPS-3331
- Country und Western mit Rudi Horn – Cassette, 1986, BSP-Musik 111636-8

## Source de la traduction
- (de) Cet article est partiellement ou en totalité issu de l’article de Wikipédia en allemand intitulé « Rudi Horn » (voir la liste des auteurs).